# Douve
Het kasteel Douve stond in het Nederlandse dorp Merkelbeek, provincie Limburg. 

## Geschiedenis
Douve was een leengoed van het Land van Valkenburg. In 1381 werd Reiner Huyn van Amstenrade met Douve beleend. Het goed wordt in het leenboek als het ‘huis en hoef van Merkelbeek’ omscheven, met de aanvulling dat het ook als Douve of Bovenste Hof bekend stond.
Werner van den Horrich werd in 1471 met Douve beleend. De familie raakte in 1542 het huis kwijt door het huwelijk van Elisabeth van den Horrich met Hendrik van Randerade. Kleinzoon Herman droeg rond 1565 Douve over aan Johan Willem van Hanxeler, die in 1570 uiteindelijk met Douve werd beleend. Zijn dochter trouwde met Johan van Vlodrop, waardoor het in zijn familie terecht kwam. In 1607 verkocht de familie het huis aan Werner Huyn van Amstenrade, nazaat van de allereerste bewoners. Zijn zoon Edmond kreeg hierna het huis in handen. Het kasteel is overigens in de 17e eeuw afgebroken.
Via vererving in vrouwelijke lijn kwam Douve bij verschillende families terecht. Prins Charles-Joseph de Ligne verkocht Douve in 1779. Uiteindelijk werd Douve een deel van landgoed Amstenrade, met de familie De Marchant et d’Ansembourg als eigenaar.

## Beschrijving
Over het uiterlijk van het huis Douve is niets bekend. Mogelijk was het een torenachtig woonhuis. Het was geen riddermatig goed en er waren geen heerlijke rechten aan verbonden. Volgens het leenregister behoorden in 1772 gronden met een oppervlakte van 77 morgen en 103 roeden tot het huis.

### Locatie
Over de precieze locatie van het huis bestaat enige onduidelijkheid. Het leenboek meldt in 1381 de drie namen Merkelbeek, Douve en Bovenste Hof voor hetzelfde leen. Mogelijk was Merkelbeek dan de algemene naam voor het goed, met Douve als het adellijk huis en Bovenste Hof als de hoeve. Ook kunnen de drie namen op hetzelfde huis slaan, waarbij de huidige 18e-eeuwse hoeve Bovenste Hof aan de Akkerweg te Brunssum dan ook de locatie van het verdwenen kasteel zou zijn.
In Merkelbeek, aan de oostzijde van Douvergenhout, zijn aan de straat Douve echter concrete aanwijzingen gevonden voor de aanwezigheid van een kasteel. Op de kadastrale kaart van 1832 zijn hier enkele waterpoelen zichtbaar die kunnen wijzen op een oude slotgracht, en tot 1970 was op deze plek nog een voorname hoeve gelegen. Bij rioleringswerkzaamheden zijn op de vermoedelijke kasteellocatie restanten aangetroffen van een gracht en een 1 meter dikke muur. Bij archeologisch onderzoek in 2017 zijn grachtrestanten en baksteenpuin gevonden die kunnen wijzen op een versterkt huis, dat dan het kasteel Douve moet zijn geweest. Een opvolgend poefsleuvenonderzoek leverde verder niets op.
Aerwinkel · Kasteel Afferden · Aldt Huys · Aldenborgh · Kasteel Aldenghoor · Aldenhoven · Alte Burg · Kasteel Amstenrade · Slot Annendael · Kasteel Arcen · Baersdonck · Bakvliet · Baronsberg · Baxhof · Beegden ·  Benzenrade · Kasteel De Berckt · Kasteel Bethlehem · Beusdaelshof · Binsfeld · Huis Blankenberg · Kasteel Bleijenbeek · Blitterswijck · Boerlo · Bolberg · Bollenberg · Kasteel De Bongard · Borggraaf · Kasteel d'Erp · Kasteel Borggraaf · Kasteel Borgharen · Kasteel Born · Huis Bree · Breust · Kasteel Broekhuizen · Broekhuizen · Gracht Burggraaf · Kasteel De Burght · Kasteel Cartils · Cloppenburg (Oost-Maarland) · Kasteel Cortenbach · Huis De Dael · Dammerscheid · Kasteel De Bockenhof · De Donck (Sevenum) · De Donck (Swolgen) · De Dorth ·  Huis ten Dijcken · Kasteel Doenrade · De Doom · Douve · Douvenrade · De Dries · Kasteel Erenstein · Kasteel Eijsden · Eijsden · Einrade · Kasteel Elsloo · Ensenbroek · Eperhuis · Etzenraderhuuske · Exaten · Kasteel Eijckholt · Kasteel Eyckholt · Eys · Gastendonck · Kasteel Genbroek · Gebroken Slot · Kasteel Geijsteren · Kasteel Op Genhoes · Kasteel Genhoes · Genneperhuis · Kasteel Het Geudje · Kasteel Geulle · Kasteel Geusselt · Geijsteren · Gen Heck · Ghoor · Kasteel Goedenraad · Kasteel Grasbroek · Kasteel Groenendaal · Groethof · Groot Paarlo · Kasteel van Gronsveld · De Gun ·Kasteel Haeren · Kasteel Den Halder · Heerlaer · Heeze · Heijen · 's-Herenanstel · Kasteel Hillenraad · Kasteel Hoensbroek · Hoenshuis · Holstrate · Holtmühle · Huize Holtum · Kasteel Horn · De Horst · Huys ter Horst · Ten Hove (Grathem) · Ten Hove (Panningen) · Huis Brias · Huis Darth ·  Kasteel Hurpesch · Kasteel Sint-Jansgeleen · Kasteel Jerusalem · Kasteel Kaldenbroek · Den Kamp · Kasteel Karsveld · Kasteel Keverberg · Klein Paarlo · Klimmender Huuske · De Kolck · Koppelberg · Laar · Landsfort · Kasteel Lemiers · Kasteelruïne Lichtenberg · Kasteel Limbricht · Lonesteyn · Huize Lovendael · Mazenburg · Kasteel van Meerlo · Kasteel Meerssenhoven · Meezenbroek · Kasteel van Mheer · Middelaar · Kasteel Millen · Kasteel Montfort · Movert · Mulrode · De Munt · Château Neercanne · Kasteel Neubourg · Nienghoor · Huis Nierhoven · Kasteel Nieuwenbroeck · Nije Huys · Kasteel Nijenborgh · Kasteel Nijswiller · Nijthuysen · Kasteel Obbicht · Oedenrade · Kasteel Ooijen · Kasteel Oost (Valkenburg) · Kasteel Oost (Oost-Maarland) · Kasteel Ouborg · Overen · Kasteel Passarts-Nieuwenhagen · Prickenis · Prinsenhof · Puth · De Putting · Raath · De Raay · Ravenhof · Kasteel Reijmersbeek · Kasteel van Rijckholt · Kasteel Rivieren · Rodenbroek · Rosendaal · Kasteel Schaesberg · Kasteel Schaloen · Te Scharen · Schenkenburg · Kasteel Scheres · De Spijker (Geijsteren) · De Spijker (Leeuwen) · Huis Severen · Sibberhuuske · Château St. Gerlach · Spraland · Huis De Spyker · Huize Stalberg · Stalberg (Wellerlooi) · De Steeg · Kasteel Stein · Steinhagen · Steenen Huis · Stoel van Swentibold · Strijthagen (Landgraaf) · Strijthagen (Welten) · Struyver · Kasteel Terborgh · Terlinden (Wijnandsrade) · Terveurdt · Ter Weyer · Kasteel Ter Worm · De Tombe · Huis De Torentjes · Triest · Trippaert · Kasteel Vaalsbroek · Kasteel Vaeshartelt · Valkenburg · Vliek · De Vroenhof · Vrijburg · Kasteel Wambach · Warenberg · Well · Weyershof ·  Wijlre · Kasteel Wijnandsrade · Wijnandsrade · Wijnantshof · Wissegracht · Huize Witham · Kasteel Wittem · Wolfrath · Wylre